# Leonardo Basile
Leonardo Basile (* 12. Mai 1983 in Neapel) ist ein italienischer Taekwondoin. Er startet im Schwergewicht.
Basile errang seinen ersten internationalen Erfolg im Jahr 2000, er gewann Silber bei der Juniorenweltmeisterschaft in Killarney. Im folgenden Jahr startete er in Jeju-si erstmals auch bei einer Weltmeisterschaft im Erwachsenenbereich, schied dort jedoch im Achtelfinale aus. Den Durchbruch in die internationale Spitze schaffte Basile schließlich bei der Weltmeisterschaft 2005 in Madrid, wo er das Halbfinale erreichte und die Bronzemedaille gewann. Im folgenden Jahr gewann er bei der Europameisterschaft in Bonn ebenfalls Bronze. Basile konnte sich für die Olympischen Spiele 2008 in Peking qualifizieren, schied dort jedoch in seinem Auftaktkampf aus.
Seinen sportlich bislang größten Erfolg feierte Basile bei der Europameisterschaft 2012 in Manchester. Mit einem Finalsieg über Ivan Trajković wurde er erstmals Europameister.